# Rubus seminepalensis
Rubus seminepalensis är en rosväxtart som beskrevs av N. Naruhashi. Rubus seminepalensis ingår i släktet rubusar, och familjen rosväxter. Inga underarter finns listade i Catalogue of Life.